# Tomato (음반)
《Tomato》는 대한민국의 음악 그룹인 샤크라의 네 번째 정규 음반이다. 2003년 8월 21일에 발매되었다. 타이틀 곡은 〈난 너에게〉이다.

## 개요
- 《Chakra 3》에 이어 10개월 만에 발매하는 음반이다.
- 타이틀 곡 〈난 너에게〉는 샤크라 고유의 동양풍 스타일을 탈피한 발라드 곡으로[1], 대한민국의 발라드 그룹 피아노의 〈체념〉을 리메이크한 곡이다.[2] 네이트에서 누리꾼들을 상대로 진행한 설문조사 결과에 따라 타이틀 곡으로 정해졌다.[3]
- 4번 트랙 〈이 세상에 진실한 사랑은 거짓말이다〉와 8번 트랙 〈The anonymity〉는 발라드이고, 11번 트랙 〈나〉는 이전의 인도풍 음악을 모방한 곡이다.[4]
- 6번 트랙 〈Ex-boyfriend〉는 일본의 가수 크리스털 케이의 동명의 곡을 리메이크한 곡이다.[1]

## 수록곡
| #            | 제목                                         | 작사                        | 작곡            | 편곡         | 재생 시간 |
| ------------ | -------------------------------------------- | --------------------------- | --------------- | ------------ | --------- |
| 1.           | 〈Intro〉                                    | RT                          | 이윤성          | 이윤성       | 1:37      |
| 2.           | 〈난 너에게〉                                | 안성준, 장성희              | 안성준          | 이택승       | 3:32      |
| 3.           | 〈왜 나만〉                                  | 서운영                      | 서운영          | 이택승       | 3:41      |
| 4.           | 〈이 세상에 진실한 사랑은 거짓말이다〉       | 보나                        | 안성준          | 이택승       | 4:16      |
| 5.           | 〈타잔〉                                     | 이택승                      | 이택승          | 이택승       | 3:14      |
| 6.           | 〈Ex-boyfriend〉                             | Emi K. Lynn, VERBAL, 안성준 | T.Kura, Michico | 김진수       | 3:57      |
| 7.           | 〈Hey Boy〉                                  | 서운영                      | 서운영          | 김진수       | 3:17      |
| 8.           | 〈The Anoninity〉                            | 정려원                      | 안성준          | 김진수       | 3:36      |
| 9.           | 〈Best Love〉                                | 이택승                      | 이택승          | 이택승       | 3:33      |
| 10.          | 〈The Sign〉                                 | 황보                        | 안성준          | 이윤성       | 3:27      |
| 11.          | 〈나〉                                       | 황보                        | 안성준          | 이윤성       | 3:13      |
| 12.          | 〈Fever〉                                    | Sunny, RT                   | Sunny           | 이택승       | 4:07      |
| 13.          | 〈The Friendship〉                           | 은                          | 안성준          | 김진수       | 4:11      |
| 14.          | 〈Outro〉                                    | RT                          | 이윤성          | 이윤성       | 1:12      |
| 15.          | 〈(Hidden track) 난 너에게〉 (remix version) | 안성준, 장성희              | 안성준          |              | 3:58      |
| 총 재생 시간 | 총 재생 시간                                 | 총 재생 시간                | 총 재생 시간    | 총 재생 시간 | 50:51     |

## 차트
| 차트 (2003)                                     | 최고 순위 |
| ----------------------------------------------- | --------- |
| 대한민국 (한국음반산업협회 월간 가요음반판매량) | 13        |